# Chojna (Wzgórza Bukowe)
Chojna – wzgórze, o wysokości 74 m n.p.m., w województwie zachodniopomorskim, w powiecie gryfińskim, w gminie Stare Czarnowo, na północnym skraju Szczecińskiego Parku Krajobrazowego „Puszcza Bukowa”, w rezerwacie przyrody „Bukowe Zdroje”.
Wzgórze położone po wschodniej stronie Chojnówki, 0,5 km na południe od autostrady, 1 km na południowy zachód od schroniska szkolnego w Szczecinie (Osiedle Bukowe, ul. Seledynowa). U południowego podnóża Droga Grońskiego i podmokłe doliny ze strumieniami Grodarz i Stronia. Stoki raczej strome, od południa porośnięte starodrzewem dębowym, z domieszką buka i jednym okazem jarzębu brekinii (Sorbus torminalis) z licznymi wokół odroślami korzeniowymi.
Na spłaszczonym, wydłużonym równoleżnikowo szczycie grodzisko wczesnośredniowieczne, z IX-XII w., w literaturze naukowej zwane grodziskiem Klęskowo lub Grodziskiem Śmiłowskim. Słabo czytelne, zniszczone wały o długości 300 m zamykają majdan o powierzchni 0,75 ha, porośnięty lasem sosnowo-bukowym i pokryty grubą warstwą ściółki.
Według podania miejscowej legendy, stał tu potężny zamek rycerzy-rabusiów, napadających na wszystkich podróżnych, bezlitośnie ich łupiąc. Obłożony klątwą gród, wraz z załogą zapadł się pod ziemię.
Po zachodniej stronie wzgórza, u zbiegu dróg Chojnowskiej i Grońskiego węzeł znakowanych szlaków turystycznych:
- Szlak przez Słupi Głaz im. Wojciecha Lipniackiego (0,5 km na południe wspólnie ze szlakiem zielonym - Szwedzki Młyn)
- Szlak im. Stanisława Grońskiego (1,1 km na wschód - Głaz Grońskiego)
- Szlak Woja Żelisława